# 天河街站
天河街站，位于中华人民共和国湖北省武汉市黄陂区天河街道，是武孝城际铁路的一个车站，2016年12月1日通車。

## 历史
2009年，本站开工。2016年12月1日，天河街站投入运营。

## 建筑规模
建筑面积为2498平方米。